# 京田辺協定
京田辺協定（きょうたなべきょうてい、英語: Kyotanabe Agreement）は、同志社大学・京田辺キャンパスの教授と学生の間において、必修科目の履修を後回しにして進級することを特別条件付きで許可した協定の通称である。
実際には、進級に必要な必修科目の登録及び登録なしでの進級を許可する他に、5つの合意内容が結ばれていたことが知られている。日本語では「京田辺条約」と呼ばれる場合もあり、これは協定（agreement）の形式を取る取極（arrangement）であるため間違いである。フィンランド語での正式名称Kiodanabeen sopimusをそのまま日本語訳した「京田辺協定」が一般的な呼称である。
背景にある事情として当該学生は留学を志しており、日本国内にとどまれる見込みが立たなかったという状況にあった。当該学生による交渉のけっか、学生の留学計画や良好な成績を鑑みて、当該学生が（日本国内で）取れない一つの必修科目のみ履修を見送り、後から単位認定制度を利用して科目登録を行うことで、最終的に他の学生と足並みを揃えるという見通しで合意に至った。